# 長野県道309号塚原穂高停車場線
長野県道309号塚原穂高停車場線（ながのけんどう309ごう つかはらほたかていしゃじょうせん）は、長野県安曇野市穂高を通る一般県道。

## 概要

### 路線データ
- 起点：安曇野市穂高柏原字塚原（長野県道25号塩尻鍋割穂高線・長野県道432号柏原穂高線交点）
- 終点：安曇野市穂高（大糸線穂高駅）

## 接続・交差する道路
- 長野県道25号塩尻鍋割穂高線（起点）
- 長野県道432号柏原穂高線（起点）
- 長野県道308号小岩岳穂高停車場線
- 長野県道317号穂高停車場線
- 長野県道432号柏原穂高線
- 長野県道441号穂高松本塩尻自転車道線

## 周辺
- キッセイ薬品工業
- 安曇野市立穂高西小学校
- 拾ヶ堰
- 大糸線 柏矢町駅
- 大糸線 穂高駅